# Rasswiet (rejon topkiński)
Rasswiet (ros. Чистая Грива) – osiedle w Rosji, w obwodzie kemerowskim, w rejonie topkińskim. W 2010 liczyło 805 mieszkańców.